# 100 meter för herrar i friidrott vid olympiska sommarspelen 2008
100 meter herrar vid OS 2008, avgjordes 15–16 augusti. 
De nationella olympiska kommittéerna kunde anmäla upp till tre deltagare var, förutsatt att dessa klarat A-kvalgränsen 10,21 under kvalificeringsperioden 1 januari 2007 till 23 juli 2008. B-kvalgränsen var satt till 10,28 för samma period och gav rätt till att anmäla en deltagare.

## Medaljörer
| Gren      | Guld               | Guld         | Silver                               | Silver | Brons          | Brons |
| 100 meter | Usain Bolt Jamaica | 9,69 (WR NR) | Richard Thompson Trinidad och Tobago | 9,89   | Walter Dix USA | 9,91  |

## Program under Olympiska sommarspelen 2008
|             | Datum      | Tid (lokal) | Tid (svensk) |
| Försök      | 15 augusti | 09:45       | 03:45        |
| Kvartsfinal | 15 augusti | 19:45       | 13:45        |
| Semifinal   | 16 augusti | 20:05       | 14:05        |
| Final       | 16 augusti | 22:30       | 16:30        |

## Rekord
Före tävlingarna gällde dessa rekord:
| Världsrekord     | Usain Bolt     | 9,72 s | New York, USA | 31 maj 2008  |
| Olympiskt rekord | Donovan Bailey | 9,84 s | Atlanta, USA  | 27 juli 1996 |

## Resultat
- Q innebär avancemang utifrån placering i heatet.
- q innebär avancemang utifrån total placering.
- DNS innebär att personen inte startade.
- DNF innebär att personen inte fullföljde.
- DQ innebär diskvalificering.
- NR innebär nationellt rekord.
- OR innebär olympiskt rekord.
- WR innebär världsrekord.
- WJR innebär världsrekord för juniorer
- AR innebär världsdelsrekord (area record)
- PB innebär personligt rekord.
- SB innebär säsongsbästa.

### Försöksheat
Heat 1
| Placering | Bana | Namn            | Nationalitet        | Reaktionstid   | Resultat | Noteringar | Kval, |
| --------- | ---- | --------------- | ------------------- | -------------- | -------- | ---------- | ----- |
| 1         | 3    | Usain Bolt      | Jamaica             | 0,186          | 10,20    |            | Q     |
| 2         | 9    | Daniel Bailey   | Antigua och Barbuda | 0,198          | 10,24    |            | Q     |
| 3         | 6    | Vicente de Lima | Brasilien           | 0,168          | 10,26    | =SB        | Q     |
| 4         | 2    | Henry Vizcaíno  | Kuba                | 0,157          | 10,28    |            | q     |
| 5         | 4    | Fabio Cerutti   | Italien             | 0,136          | 10,49    |            |       |
| 6         | 5    | Jurgen Themen   | Surinam             | 0,179          | 10,61    | PB         |       |
| 7         | 8    | Moses Kamut     | Vanuatu             | 0,181          | 10,81    |            |       |
| 8         | 7    | Francis Manioru | Salomonöarna        | 0,197          | 11,09    |            |       |
|           |      |                 |                     | Vind: -0,2 m/s |          |            |       |

Heat 2
| Placering | Bana | Namn                | Nationalitet                 | Reaktionstid  | Resultat | Noteringar | Kval, |
| --------- | ---- | ------------------- | ---------------------------- | ------------- | -------- | ---------- | ----- |
| 1         | 5    | Asafa Powell        | Jamaica                      | 0,142         | 10,16    |            | Q     |
| 2         | 3    | Kim Collins         | Saint Kitts och Nevis        | 0,162         | 10,17    |            | Q     |
| 3         | 7    | Craig Pickering     | Storbritannien               | 0,174         | 10,21    |            | Q     |
| 4         | 2    | Daniel Grueso       | Colombia                     | 0,178         | 10,35    |            | q     |
| 5         | 9    | Dariusz Kuć         | Polen                        | 0,144         | 10,44    |            | q     |
| 6         | 8    | Béranger Bosse      | Centralafrikanska republiken | 0,144         | 10,51    | SB         |       |
| 7         | 6    | Aisea Tohi          | Tonga                        | 0,159         | 11,17    |            |       |
| 8         | 4    | Roman William Cress | Marshallöarna                | 0,190         | 11,18    |            |       |
|           |      |                     |                              | Vind: 0,0 m/s |          |            |       |

Heat 3
| Placering | Bana | Namn               | Nationalitet                   | Reaktionstid  | Resultat | Noteringar | Kval, |
| --------- | ---- | ------------------ | ------------------------------ | ------------- | -------- | ---------- | ----- |
| 1         | 8    | Richard Thompson   | Trinidad och Tobago            | 0,188         | 10,24    |            | Q     |
| 2         | 5    | Martial Mbandjock  | Frankrike                      | 0,162         | 10,26    |            | Q     |
| 3         | 4    | Simone Collio      | Italien                        | 0,140         | 10,32    |            | Q     |
| 4         | 2    | Aziz Zakari        | Ghana                          | 0,177         | 10,34    |            | q     |
| 5         | 6    | Andrew Hinds       | Barbados                       | 0,140         | 10,35    |            | q     |
| 6         | 3    | Suryo Agung Wibowo | Indonesien                     | 0,175         | 10,46    |            |       |
| 7         | 7    | Jared Lewis        | Saint Vincent och Grenadinerna | 0,123         | 11,00    |            |       |
| 8         | 9    | Rabangaki Nawai    | Kiribati                       | 0,152         | 11,29    | SB         |       |
|           |      |                    |                                | Vind: 0,0 m/s |          |            |       |

Heat 4
| Placering | Bana | Namn                          | Nationalitet        | Reaktionstid  | Resultat | Noteringar | Kval, |
| --------- | ---- | ----------------------------- | ------------------- | ------------- | -------- | ---------- | ----- |
| 1         | 3    | Michael Frater                | Jamaica             | 0,156         | 10,15    |            | Q     |
| 2         | 4    | Pierre Browne                 | Kanada              | 0,141         | 10,22    |            | Q     |
| 3         | 6    | Darrel Brown                  | Trinidad och Tobago | 0,139         | 10,22    |            | Q     |
| 4         | 7    | Nobuharu Asahara              | Japan               | 0,160         | 10,25    |            | q     |
| 5         | 9    | Holder da Silva               | Guinea-Bissau       | 0,184         | 10,58    |            |       |
| 6         | 2    | Idrissa Sanou                 | Burkina Faso        | 0,171         | 10,63    |            |       |
| 7         | 8    | Ghyd-Kermeliss-Holly Olonghot | Kongo-Brazzaville   | 0,172         | 11,01    |            |       |
| 8         | 5    | Massoud Azizi                 | Afghanistan         | 0,160         | 11,45    |            |       |
|           |      |                               |                     | Vind: 0,2 m/s |          |            |       |

Heat 5
| Placering | Bana | Namn                  | Nationalitet      | Reaktionstid  | Resultat | Noteringar | Kval, |
| --------- | ---- | --------------------- | ----------------- | ------------- | -------- | ---------- | ----- |
| 1         | 2    | Tyson Gay             | USA               | 0,148         | 10,22    |            | Q     |
| 2         | 5    | Olusoji A, Fasuba     | Nigeria           | 0,156         | 10,29    |            | Q     |
| 3         | 4    | José Carlos Moreira   | Brasilien         | 0,192         | 10,29    |            | Q     |
| 4         | 7    | Ángel David Rodríguez | Spanien           | 0,145         | 10,34    |            | q     |
| 5         | 9    | Lukas Milo            | Tjeckien          | 0,145         | 10,52    |            |       |
| 6         | 8    | Mhadjou Youssouf      | Komorerna         | 0,170         | 10,62    | PB         |       |
| 7         | 3    | Danny D'Souza         | Seychellerna      | 0,180         | 11,00    |            |       |
| 8         | 6    | Shanahan Sanitoa      | Amerikanska Samoa | 0,158         | 12,60    |            |       |
|           |      |                       |                   | Vind: 0,7 m/s |          |            |       |

Heat 6
| Placering | Bana | Namn                    | Nationalitet   | Reaktionstid  | Resultat | Noteringar | Kval, |
| --------- | ---- | ----------------------- | -------------- | ------------- | -------- | ---------- | ----- |
| 1         | 5    | Tyrone Edgar            | Storbritannien | 0,138         | 10,13    |            | Q     |
| 2         | 6    | Darvis Patton           | USA            | 0,149         | 10,25    |            | Q     |
| 3         | 7    | Ronald Pognon           | Frankrike      | 0,167         | 10,26    |            | Q     |
| 4         | 2    | Hu Kai                  | Kina           | 0,152         | 10,39    |            | q     |
| 5         | 4    | Abdullah Al-Sooli       | Oman           | 0,153         | 10,53    | PB         |       |
| 6         | 8    | Desislav Gunev          | Bulgarien      | 0,152         | 10,66    |            |       |
| 7         | 3    | Ali Shareef             | Maldiverna     | 0,171         | 11,11    | NR         |       |
| 8         | 9    | Souksavanh Tonsacktheva | Laos           | 0,183         | 11,51    |            |       |
|           |      |                         |                | Vind: 0,9 m/s |          |            |       |

Heat 7
| Placering | Bana | Namn                  | Nationalitet     | Reaktionstid   | Resultat | Noteringar | Kval, |
| --------- | ---- | --------------------- | ---------------- | -------------- | -------- | ---------- | ----- |
| 1         | 4    | Francis Obikwelu      | Portugal         | 0,190          | 10,25    |            | Q     |
| 2         | 2    | Obinna Metu           | Nigeria          | 0,176          | 10,34    |            | Q     |
| 3         | 5    | Walter Dix            | USA              | 0,167          | 10,35    |            | Q     |
| 4         | 6    | Anson Henry           | Kanada           | 0,138          | 10,37    |            | q     |
| 5         | 8    | Dmitro Glusjtjenko    | Ukraina          | 0,200          | 10,57    |            |       |
| 6         | 3    | Calvin Kang Li Loong  | Singapore        | 0,140          | 10,73    |            |       |
| 7         | 9    | Jesse Tamangrow       | Palau            | 0,146          | 11,38    | PB         |       |
| 8         | 7    | Reginaldo Micha Ndong | Ekvatorialguinea | 0,242          | 11,61    |            |       |
|           |      |                       |                  | Vind: -1,4 m/s |          |            |       |

Heat 8
| Placering | Bana | Namn                 | Nationalitet | Reaktionstid   | Resultat | Noteringar | Kval, |
| --------- | ---- | -------------------- | ------------ | -------------- | -------- | ---------- | ----- |
| 1         | 3    | Derrick Atkins       | Bahamas      | 0,162          | 10,28    |            | Q     |
| 2         | 4    | Andrej Jepisjin      | Ryssland     | 0,172          | 10,34    |            | Q     |
| 3         | 9    | Jaysuma Saidy Ndure  | Norge        | 0,164          | 10,37    |            | Q     |
| 4         | 6    | Uchenna Emedolu      | Nigeria      | 0,192          | 10,46    |            |       |
| 5         | 2    | Suwaibou Sanneh      | Gambia       | 0,157          | 10,52    |            |       |
| 6         | 5    | Sandro Viana         | Brasilien    | 0,160          | 10,60    |            |       |
| 7         | 7    | Lai Chun Ho          | Hongkong     | 0,199          | 10,63    |            |       |
| 8         | 8    | Mohamed Abu Abdullah | Bangladesh   | 0,174          | 11,07    |            |       |
|           |      |                      |              | Vind: -0,1 m/s |          |            |       |

Heat 9
| Placering | Bana | Namn              | Nationalitet              | Reaktionstid   | Resultat | Noteringar | Kval, |
| --------- | ---- | ----------------- | ------------------------- | -------------- | -------- | ---------- | ----- |
| 1         | 6    | Samuel Francis    | Qatar                     | 0,153          | 10,40    |            | Q     |
| 2         | 5    | Marc Burns        | Trinidad och Tobago       | 0,160          | 10,46    |            | Q     |
| 3         | 9    | Matic Osovnikar   | Slovenien                 | 0,187          | 10,46    |            | Q     |
| 4         | 7    | Rolando Palacios  | Honduras                  | 0,189          | 10,49    |            |       |
| 5         | 2    | Ruslan Abbasov    | Azerbajdzjan              | 0,154          | 10,58    |            |       |
| 6         | 4    | Sébastien Gattuso | Monaco                    | 0,164          | 10,70    |            |       |
| 7         | 8    | Jack Howard       | Mikronesiska federationen | 0,204          | 11,03    |            |       |
| 8         | 3    | Gordon Heather    | Cooköarna                 | 0,214          | 11,41    | PB         |       |
|           |      |                   |                           | Vind: -1,7 m/s |          |            |       |

Heat 10
| Placering | Bana | Namn                | Nationalitet            | Reaktionstid   | Resultat | Noteringar | Kval, |
| --------- | ---- | ------------------- | ----------------------- | -------------- | -------- | ---------- | ----- |
| 1         | 4    | Churandy Martina    | Nederländska Antillerna | 0,164          | 10,35    |            | Q     |
| 2         | 5    | Naoki Tsukahara     | Japan                   | 0,169          | 10,39    |            | Q     |
| 3         | 6    | Simeon Williamson   | Storbritannien          | 0,183          | 10,42    |            | Q     |
| 4         | 9    | Tobias Unger        | Tyskland                | 0,161          | 10,46    |            | q     |
| 5         | 8    | Franklin Nazareno   | Ecuador                 | 0,178          | 10,60    |            |       |
| 6         | 7    | Wilfried Bingangoye | Gabon                   | 0,171          | 10,87    |            |       |
| 7         | 2    | Moumi Sebergue      | Tchad                   | 0,210          | 11,14    |            |       |
| 8         | 3    | Okilani Tinilau     | Tuvalu                  | 0,174          | 11,48    | NR         |       |
|           |      |                     |                         | Vind: -1,3 m/s |          |            |       |

### Kvartsfinaler
Kvartsfinal 1
| Placering | Bana | Namn              | Nationalitet            | Reaktionstid   | Resultat | Noteringar | Kval, |
| --------- | ---- | ----------------- | ----------------------- | -------------- | -------- | ---------- | ----- |
| 1         | 4    | Churandy Martina  | Nederländska Antillerna | 0,142          | 9,99     | NR         | Q     |
| 2         | 7    | Michael Frater    | Jamaica                 | 0,154          | 10,09    |            | Q     |
| 3         | 6    | Naoki Tsukahara   | Japan                   | 0,156          | 10,23    | SB         | Q     |
| 4         | 9    | Simeon Williamson | Storbritannien          | 0,127          | 10,32    |            |       |
| 5         | 3    | Henry Vizcaíno    | Kuba                    | 0,167          | 10,33    |            |       |
| 6         | 5    | Pierre Browne     | Kanada                  | 0,144          | 10,36    |            |       |
| 7         | 2    | Dariusz Kuć       | Polen                   | 0,176          | 10,46    |            |       |
| 8         | 8    | Darrel Brown      | Trinidad och Tobago     | 0,119          | 10,93    |            |       |
|           |      |                   |                         | Vind: -0,1 m/s |          |            |       |

Kvartsfinal 2
| Placering | Bana | Namn                | Nationalitet        | Reaktionstid  | Resultat | Noteringar | Kval, |
| --------- | ---- | ------------------- | ------------------- | ------------- | -------- | ---------- | ----- |
| 1         | 6    | Richard Thompson    | Trinidad och Tobago | 0,170         | 9,99     |            | Q     |
| 2         | 4    | Tyson Gay           | USA                 | 0,146         | 10,09    |            | Q     |
| 3         | 7    | Martial Mbandjock   | Frankrike           | 0,160         | 10,16    |            | Q     |
| 4         | 5    | Olusoji A, Fasuba   | Nigeria             | 0,147         | 10,21    |            |       |
| 5         | 2    | Andrew Hinds        | Barbados            | 0,148         | 10,25    |            |       |
| 6         | 8    | José Carlos Moreira | Brasilien           | 0,193         | 10,32    |            |       |
| 7         | 9    | Simone Collio       | Italien             | 0,138         | 10,33    |            |       |
| 8         | 3    | Daniel Grueso       | Colombia            | 0,193         | 10,37    |            |       |
|           |      |                     |                     | Vind: 0,0 m/s |          |            |       |

Kvartsfinal 3
| Placering | Bana | Namn             | Nationalitet          | Reaktionstid   | Resultat | Noteringar | Kval, |
| --------- | ---- | ---------------- | --------------------- | -------------- | -------- | ---------- | ----- |
| 1         | 6    | Marc Burns       | Trinidad och Tobago   | 0,174          | 10,05    |            | Q     |
| 2         | 4    | Kim Collins      | Saint Kitts och Nevis | 0,150          | 10,07    | =SB        | Q     |
| 3         | 5    | Tyrone Edgar     | Storbritannien        | 0,130          | 10,10    |            | Q     |
| 4         | 7    | Samuel Francis   | Qatar                 | 0,164          | 10,11    |            | q     |
| 5         | 9    | Ronald Pognon    | Frankrike             | 0,167          | 10,21    |            |       |
| 6         | 8    | Matic Osovnikar  | Slovenien             | 0,171          | 10,24    |            |       |
| 7         | 2    | Tobias Unger     | Tyskland              | 0,136          | 10,36    |            |       |
| 8         | 3    | Nobuharu Asahara | Japan                 | 0,145          | 10,37    |            |       |
|           |      |                  |                       | Vind: -0,2 m/s |          |            |       |

Kvartsfinal 4
| Placering | Bana | Namn                  | Nationalitet   | Reaktionstid  | Resultat | Noteringar | Kval, |
| --------- | ---- | --------------------- | -------------- | ------------- | -------- | ---------- | ----- |
| 1         | 7    | Usain Bolt            | Jamaica        | 0,165         | 9,92     |            | Q     |
| 2         | 5    | Darvis Patton         | USA            | 0,159         | 10,04    |            | Q     |
| 3         | 4    | Francis Obikwelu      | Portugal       | 0,168         | 10,09    |            | Q     |
| 4         | 8    | Jaysuma Saidy Ndure   | Norge          | 0,133         | 10,14    |            |       |
| 5         | 9    | Craig Pickering       | Storbritannien | 0,144         | 10,18    |            |       |
| 6         | 6    | Obinna Metu           | Nigeria        | 0,174         | 10,27    |            |       |
| 7         | 3    | Anson Henry           | Kanada         | 0,142         | 10,33    |            |       |
| 8         | 2    | Ángel David Rodríguez | Spanien        | 0,154         | 10,35    |            |       |
|           |      |                       |                | Vind: 0,1 m/s |          |            |       |

Kvartsfinal 5
| Placering | Bana | Namn            | Nationalitet        | Reaktionstid   | Resultat | Noteringar | Kval, |
| --------- | ---- | --------------- | ------------------- | -------------- | -------- | ---------- | ----- |
| 1         | 7    | Asafa Powell    | Jamaica             | 0,149          | 10,02    |            | Q     |
| 2         | 9    | Walter Dix      | USA                 | 0,163          | 10,08    |            | Q     |
| 3         | 5    | Derrick Atkins  | Bahamas             | 0,179          | 10,14    |            | Q     |
| 4         | 4    | Daniel Bailey   | Antigua och Barbuda | 0,149          | 10,23    |            |       |
| 5         | 3    | Aziz Zakari     | Ghana               | 0,167          | 10,24    |            |       |
| 6         | 6    | Andrej Jepisjin | Ryssland            | 0,158          | 10,25    |            |       |
| 7         | 8    | Vicente de Lima | Brasilien           | 0,157          | 10,31    |            |       |
| 8         | 2    | Hu Kai          | Kina                | 0,165          | 10,40    |            |       |
|           |      |                 |                     | Vind: -0,1 m/s |          |            |       |

### Semifinaler
Semifinal 1
| Placering | Bana | Namn           | Nationalitet          | Reaktionstid   | Resultat | Noteringar | Kval, |
| --------- | ---- | -------------- | --------------------- | -------------- | -------- | ---------- | ----- |
| 1         | 7    | Usain Bolt     | Jamaica               | 0,161          | 9,85     |            | Q     |
| 2         | 6    | Walter Dix     | USA                   | 0,143          | 9,95     | SB         | Q     |
| 3         | 4    | Marc Burns     | Trinidad och Tobago   | 0,124          | 9,97     | =SB        | Q     |
| 4         | 9    | Michael Frater | Jamaica               | 0,163          | 10,01    |            | Q     |
| 5         | 5    | Kim Collins    | Saint Kitts och Nevis | 0,163          | 10,05    | SB         |       |
| 6         | 2    | Derrick Atkins | Bahamas               | 0,159          | 10,13    |            |       |
| 7         | 8    | Tyrone Edgar   | Storbritannien        | 0,143          | 10,18    |            |       |
| 8         | 3    | Samuel Francis | Qatar                 | 0,146          | 10,20    |            |       |
|           |      |                |                       | Vind: -0,1 m/s |          |            |       |

Semifinal 2
| Placering | Bana | Namn              | Nationalitet            | Reaktionstid  | Resultat | Noteringar | Kval, |
| --------- | ---- | ----------------- | ----------------------- | ------------- | -------- | ---------- | ----- |
| 1         | 6    | Asafa Powell      | Jamaica                 | 0,161         | 9,91     |            | Q     |
| 2         | 7    | Richard Thompson  | Trinidad och Tobago     | 0,175         | 9,93     | =PB        | Q     |
| 3         | 5    | Churandy Martina  | Nederländska Antillerna | 0,138         | 9,94     | NR         | Q     |
| 4         | 4    | Darvis Patton     | USA                     | 0,149         | 10,03    |            | Q     |
| 5         | 9    | Tyson Gay         | USA                     | 0,145         | 10,05    |            |       |
| 6         | 8    | Francis Obikwelu  | Portugal                | 0,157         | 10,10    |            |       |
| 7         | 3    | Naoki Tsukahara   | Japan                   | 0,143         | 10,16    | SB         |       |
| 8         | 2    | Martial Mbandjock | Frankrike               | 0,148         | 10,18    |            |       |
|           |      |                   |                         | Vind: 0,3 m/s |          |            |       |

### Final

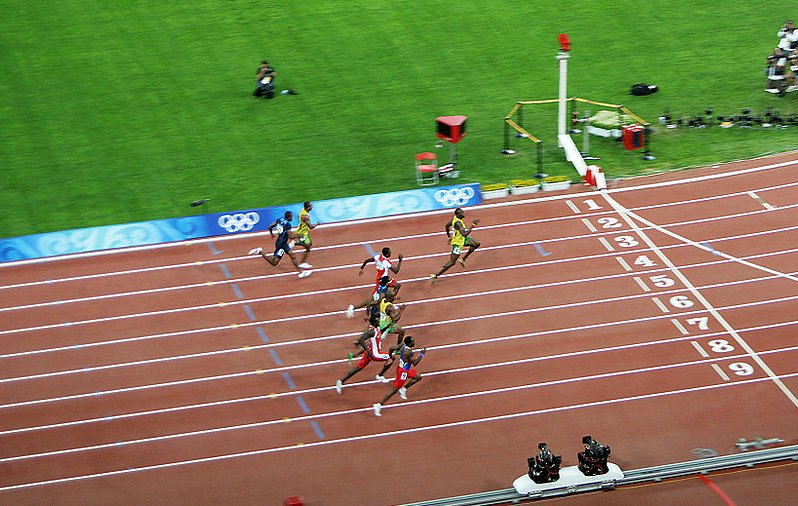
Bolt hade en betydande ledning mot slutet i finalen.

Finalen hölls den 16 augusti 2008,
| Placering | Bana | Namn             | Nationalitet            | Reaktionstid  | Resultat | Noteringar |
| --------- | ---- | ---------------- | ----------------------- | ------------- | -------- | ---------- |
| 1         | 4    | Usain Bolt       | Jamaica                 | 0,165         | 9,69     | WR OR      |
| 2         | 5    | Richard Thompson | Trinidad och Tobago     | 0,133         | 9,89     | PB         |
| 3         | 6    | Walter Dix       | USA                     | 0,133         | 9,91     | PB         |
| 4         | 9    | Churandy Martina | Nederländska Antillerna | 0,169         | 9,93     | NR         |
| 5         | 7    | Asafa Powell     | Jamaica                 | 0,134         | 9,95     |            |
| 6         | 2    | Michael Frater   | Jamaica                 | 0,147         | 9,97     | PB         |
| 7         | 8    | Marc Burns       | Trinidad och Tobago     | 0,145         | 10,01    |            |
| 8         | 3    | Darvis Patton    | USA                     | 0,142         | 10,03    |            |
|           |      |                  |                         | Vind: -0, m/s |          |            |